# Ishi
Pour l’article ayant un titre homophone, voir Shirō Ishii.
Ishi (1860 ou 1862-1916) est connu comme « le dernier des Yahi », sous-groupe de la tribu Yana en Californie. Il a été découvert effrayé et affamé à Oroville où il a été capturé et emprisonné. Alfred Kroeber demanda sa libération et le fit venir au musée d'anthropologie de l'université de Californie à San Francisco pour étude. Theodora Kroeber publia sa biographie en 1961 sous le titre Ishi : testament du dernier Indien sauvage de l'Amérique du Nord (Ishi in Two Worlds).

## Biographie

### Le peuple Yahi
À partir de 1849, année de la grande ruée vers l'or en Californie, le peuple Yana subit pendant plus de 40 ans la farouche volonté des colonisateurs blancs  de les voir tous exterminés. Autour de 3000 avant 1848, ils n'étaient plus qu'une quinzaine en 1870. Ces survivants étaient des Yahis, c'est-à-dire un sous-groupe des Yanas, vivant au sud du territoire Yana, entre les rivières Mille creek et Deer creek, sur la berge est du Sacramento et sur les contreforts du pic Lassen.
Lors du massacre de Three Knolls en 1865, qu'Ishi vécut alors qu'il était encore très jeune, sa mère et lui parvinrent à s'échapper avec quelques Yahis.
Ces rescapés choisirent de rester « libres » et vécurent plus de 40 ans reclus et cachés, dans la clandestinité.
En 1908, il n'en restait plus que quatre, et après qu'une expédition de techniciens d'un barrage électrique découvrit leur dernière cachette, il n'en resta plus qu'un seul, Ishi. Il continua à survivre seul jusqu'en 1911, où, à bout de souffle, il se rendit dans la ville d'Oroville où il fut capturé.

### La vie au musée

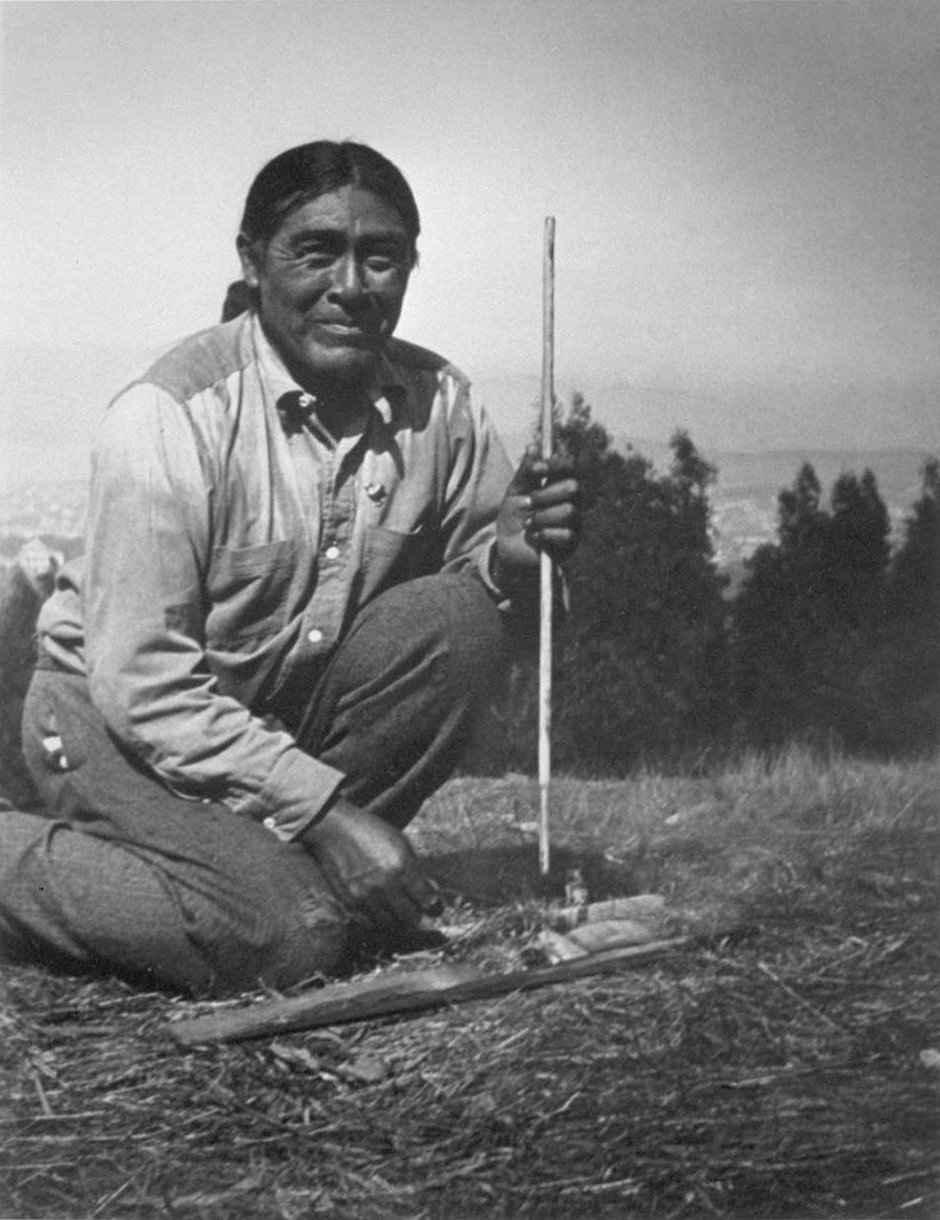
Ishi avec une broche pour faire du feu par friction en 1914.

Il fut transféré au Muséum de l'université de Californie, où il transmit aux ethnologues et linguistes (surtout Alfred Louis Kroeber et Edward Sapir à partir de 1915) beaucoup d'informations sur la culture Yana. Ishi fut nommé ainsi par Kroeber sous la pression des journalistes qui voulaient connaître son nom (ishi signifie homme en Yahi). Au printemps 1914, Ishi retourna en territoire Yana avec ses « amis » (selon les mots de T. Kroeber) Kroeber, Waterman et Pope pour une expédition ethnographique. Cette expédition fournit notamment la plupart des photographies d'Ishi chassant, nageant ou faisant du feu par friction ainsi que des noms de lieux et des détails techniques et religieux.
Ishi meurt le 25 mars 1916 de la tuberculose.
Théodora Kroeber (veuve de Alfred Louis Kroeber) a écrit un livre sur lui. Il est paru en 1961 en langue anglaise sous le titre Ishi in Two Worlds. La traduction française, de Jacques B. Hess, sous le titre d'Ishi, a été publiée en 1968 (Terre Humaine/Poche. Presses Pocket).

## Controverses

### La pluri-ethnicité d'Ishi
En 1994, Jerald Johnson expliqua que le type morphologique d'Ishi correspondait davantage au type Maidu. En 1996, Steven Shackley de l'université de Berkeley, produisit un travail montrant que la conception de pointes de flèches d'Ishi n'était pas Yahi mais plutôt Wintu ou Nomlaki. Selon Shackley, Ishi aurait été métissé et ne serait donc pas le dernier Yahi.
Les Wintu et les Maidu étaient de petits groupes vivant près des terres Yahi, ils étaient des ennemis traditionnels.

### La question du rapatriement
À la mort d'Ishi, Kroeber était absent et sa demande de laisser le corps intact arriva trop tard. À son retour, Kroeber envoya le cerveau d'Ishi à la Smithsonian Institution, ce qui a provoqué la colère des tribus de la région où vivait Ishi. Ces dernières ont obtenu le rapatriement du cerveau et des cendres d'Ishi au nom du Native American Graves Protection and Repatriation Act. En 2000 une cérémonie multi-tribale a eu lieu pour rendre les restes d'Ishi à sa terre d'origine.

### Filmographie
- (en) Ishi: The Last of His Tribe, téléfilm de Robert Ellis Miller, États-Unis, 1978, 100 min[12].
- (en) The Last of His Tribe, téléfilm de Harry Hook (en), États-Unis, 1992, 90 min[13].